# 望月真一
望月 真一（もちづき しんいち、1949年 - ）は、日本の建築家、都市プランナー、アーバンデザイナー、環境デザイナー、都市コンサルタント。埼玉大学大学院、宇都宮大学、早稲田大学芸術学校非常勤講師を務める。東京生まれ。

## 経歴等
1981年、早稲田大学理工学部建築学科卒業。1983年、早稲田大学大学院修士課程修了　吉阪隆正研究室にて都市計画を専攻　大学院博士課程進学後、フランス政府給費留学生としてエコール・デ・ボザール（パリ第8大学）留学。その後アトリエUDI都市設計研究所設立。その他国際協力事業団　経済産業省中心市街地商業等活性化等アドバイサー、ヨーロッパ委員会プロジェクト・ヨーロッパカーフリーデー日本担当ナショナルコーディネーター及びNGO・AVENUE副代表を務める。

## 主な業績
- 銚子駅前広場・駅前通りシンボルロード
- 岩手町石神の丘美術館彫刻公園・美術館
- 建設省シンボルロード整備事業基本調査

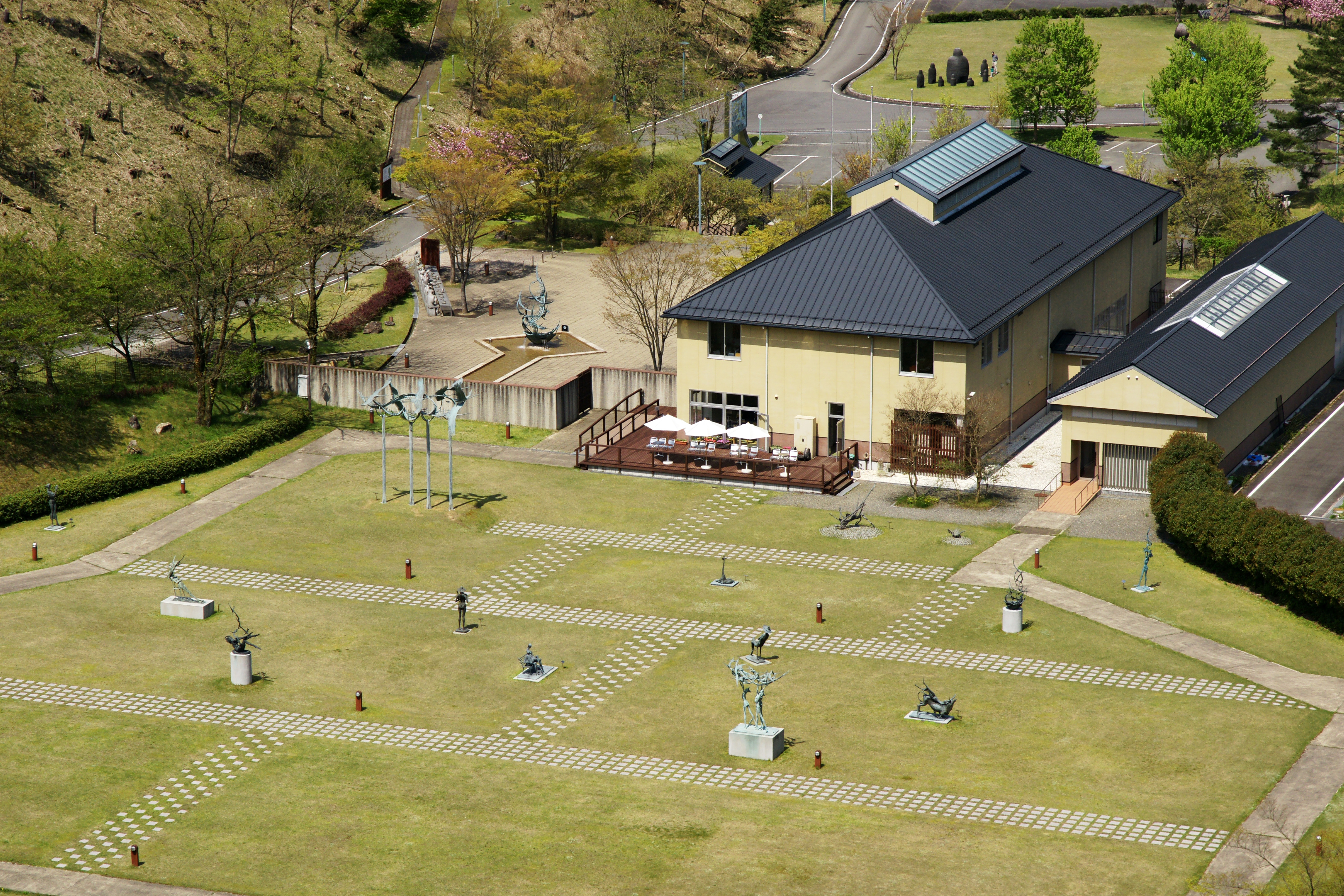
代表作 あさご芸術の森美術館

- 住宅都市整備公団奈良地区公共施設マスターデザイナー
- 美瑛町駅前地区ふるさとの顔づくり区画整理事業
- JICA-Net 遠隔講義ベトナム専門家育成プログラム
- France等のエコ交通に関する調査、自動車共同利用実験（カーシェアリング）公共交通を補完する自転車共同利用
- JR柏駅西口歩道橋・ペデストリアンデッキ設計

## 受賞
- 2000年 - グッドデザイン賞（熊谷市星川通りシンボルロード）
- 2002年 - IFPRA国際コンクールNations In Bloom2002 金賞（朝来町あさご芸術の森美術館・公園・宿泊施設）[1]
- 2003年 - グッドデザイン賞（朝来町あさご芸術の森美術館・公園・宿泊施設）[2]
- ベトナム･ホーチミン市副都心ThuThiem 地区アーバンデザイン国際競技3位（ベトナム建設省都市計画研究所NIURPと合同チーム）

## 著書
- フランスのリゾートづくり - 哲学と手法（鹿島出版会、1990）
- アーバンデザインという仕事」（すまいの住宅図書館出版、1996
- 新しい交通まちづくりの思想―コミュニティーからのアプローチ」（共著、鹿島出版会、1998）
- 路面電車が街をつくる - 21世紀･フランスの都市づくり」（鹿島出版会、2001）
- クルマ社会のリ・デザイン（共著)、鹿島出版会、2004）
- 区画整理実務辞典(編集委員)、全国土地区画整理連合会
- 新現代日本執筆者大事典1992年巻・2003年巻　日外アソシエーツ
- ビデオ「フランススキーリゾート魅力づくりの構造」（フランス大使館経済部FNI 制作1994）